# Городское училище на улице Якушева
Городское начальное училище — двухэтажное здание на улице Якушева в Октябрьском районе Новосибирска. Построено в 1909—1912 годах. Памятник архитектуры регионального значения. Одно из 12 образовательных учреждений, созданных Андреем Крячковым по программе сооружения городских начальных училищ.

## Описание
Главный юго-западный фасад здания выходит на улицу Якушева, северо-западный — на улицу Маковского.
Первоначально объёмно-пространственная композиция представляла собой сочетание основного двухэтажного объёма с одноэтажным пристроем для размещения квартиры школьного заведующего, позднее надстроенного.
Объём здания в плане приближается к прямоугольной форме.
Училище базируется на бутовом ленточном фундаменте. Кирпичные стены отделаны штукатуркой и окрашены. Стропильная крыша покрыта железом. Под зданием распожен подвал.
По периметру карниза размещены парапетные столбики.
Фасады композиционно асимметричны. Парадный вход главного фасада выделен ризалитом, украшенным витражём и увенчанным полуфронтоном, который завершён пирамидкой. Декоративная арка подчёркивает разрыв карниза в тимпане полуфронтона.
Большие окна в два ряда расположены справа от ризалита, слева от него размещено фланкированное лопатками кирпичное поле.
Парадный вход выделен характерным для модерна порталом с полуциркульным очертанием, подчёркнутым по бокам двумя тумбами с шарами.
Расположение главного входа дополнительно акцентируется четырёхгранным шлемовидным куполом, его внутреннее пространство предназначалось для установки резервуара с водой.
Стены первого этажа украшены глубокой горизонтальной рустикой. Северо-западный и юго-восточный фасады подчёркнуты фигурными фронтонами.
Окна первого этажа с лучковым завершением декорированы сандрками аналогичного очертания с замковым камнем. Прямоугольные окна второго этажа украшены ушками и прямыми сандриками.
Планировочная схема коридорная и с двумя лесницами.
В некоторых помещениях школы сохранились оригинальные (деревянные филенчатые) двери, профилированные штукатурные тяги на потолках и парадная лестница с гранитными ступенями, кованым ограждением и профилированным поручнем.
Основные габариты в плане — 17,25 × 30,5.

## Состояние памятника архитектуры
Архитектурный памятник находится в крайне неудовлетворительном состоянии и постепенно разрушается. В 2020 году была создана петиция, адресованная мэру Новосибирска:

Памятник истории, находящийся под государственной охраной, представитель рационалистического модерна, школа, построенная архитектором Крячковым в 1912 году находится в ужасном, плачевном состоянии. Здание буквально разваливается. Уже утрачены многие архитектурные элементы.— Фрагмент петиции.